# پارک شبه‌ملی اکیگو سانزن-تادمی
پارک شبه‌ملی اکیگو سانزن-تادمی (به لاتین: Echigo Sanzan-Tadami Quasi-National Park) یک پارک شبه‌ملی و منطقهٔ مسکونی در ژاپن است که در استان فوکوشیما واقع شده‌است.